# Plural Comunicaciones
Plural Comunicaciones es una empresa de televisión colombiana que gestiona la programación de la cadena de televisión abierta Canal 1.  La ANTV adjudicó a la única programadora en el proceso de licitación de los espacios de la cadena y, posteriormente, en enero de 2017, firmaría contrato para su producción y programación.
Desde diciembre de 2022, Plural Comunicaciones tiene como único socio-inversionista a la empresa HMTV1, luego de que la firma colombiana fuera vendida por la estadounidense Hemisphere Media Group.
La sociedad estaba conformada por las tres productoras de contenidos audiovisuales colombianas (que poseían en partes iguales el 20% del accionario de la empresa) y una estadounidense (que le correspondía el 40% restante): RTI (Radio Televisión Interamericana), CM& (Compañía de Medios de Información), NTC (Nacional de Televisión y Comunicaciones), y la estadounidense HMTV Uno (Hemisphere Media Group, Inc.) fundada en 2013 con sede en Coral Gables, Florida; esta misma opera los canales WAPA-TV en Puerto Rico, WAPA América, Cine Latino y Pasiones.

## Historia
Desde que se anunciara la apertura de licitación (001 de 2016) de Canal 1 a una sola programadora en mayo de 2016, ocho empresas del sector audiovisual comenzaron el proceso de registro en el Registro Único de Operadores (RUO) para hacer parte de ese proceso de concesión de la cadena.
En noviembre de ese mismo año, la Autoridad Nacional de Televisión, máxima autoridad de la televisión en el país, inició el proceso de adjudicación para licitar la programadora. Dentro del pliego de condiciones para otorgarle la concesión a un único proponente, se encontraba que la empresa tuviera patrimonio superior a los 97 mil millones de pesos, contara con infraestructura, y con experiencia.
Dentro de las programadoras aspirantes se encontraban: Jorge Barón Televisión, SportSat Televisión, Programar Televisión, Colombiana de Televisión, Televideo, Alternativa TV, CM& Televisión, RTI Televisión y NTC Televisión. Las 6 primeras al final, desistieron de continuar en el proceso por falta de apoyo financiero, mientras que las tres últimas, junto con la incorporación de HMTV1 a última hora, decidieron unirse y salvar el proceso del cual salieron favorecidos el 30 de noviembre de 2016.
Al finalizar la audiencia, representantes de las empresas que desistieron, junto con los canales privados, emprendieron acciones legales en contra de la adjudicación a esa sociedad futura, manifestando entre otras cosas, que la operación no se podía dar si en el proceso no participaron dos o más empresas. La ANTV respondió a estas acusaciones respondiendo que dentro de las condiciones se encontraba la posibilidad de creación de una sociedad entre varias empresas.
El 3 de diciembre de 2016, la promesa de sociedad futura pasa a ser una realidad al obtener su personería jurídica, y se convierte en Plural Comunicaciones S.A.S.
El 11 de enero de 2017, el representante de Plural Comunicaciones, Eduardo Flórez y la directora de la ANTV, Ángela María Soto, firman el contrato de la programadora por un periodo de 10 años.
El 1 de mayo de 2017, comenzó a operar Plural Comunicaciones de forma oficial a Canal 1. Su primer programa en emitirse fue Noticias Uno.
El 14 de agosto de 2017, Plural Comunicaciones hace el relanzamiento oficial de Canal 1 con nueva imagen y nueva programación, a las 5:30 a. m. El primer programa en emitir fue el noticiero Primera emisión,  presentado por Iván Lalinde.
En noviembre de 2022, la firma colombiana Phoenix Media adquirió a HMTV1 representada por la empresa Hemisphere Media Group. Luego en diciembre de 2022, llegó a un acuerdo para absorber la participación de los socio-inversionistas minoritarios como: CM& Televisión, NTC Televisión y RTI Televisión, de la sociedad; convirtiéndose así, en el único socio-inversionista de Plural Comunicaciones, y sus antiguos socios en los principales proveedores de contenidos.
El 29 de diciembre de 2022, Plural Comunicaciones fue adquirida por HMTV1 y desde allí pasa a ser propiedad de la firma, siendo la nueva dueña de la empresa.

## Empresas socio-inversionistas

### 2017-2022
Las empresas socio-inversionistas que formaban parte de la empresa Plural Comunicaciones fueron:
| Empresa socio-inversionista | Información | Porcentaje |
| --------------------------- | --- | ---------- |
| RTI Televisión              | Fue una empresa de televisión que fue fundada el 17 de marzo de 1963 por Fernando Gómez Agudelo y Fernando Restrepo Suarez y que contaba con 61 años de trayectoria en la industria de la televisión colombiana y latinoamericana. | 20%        |
| NTC Televisión              | Es una empresa de televisión que fue fundada en 1977 por el periodista Guillermo La Chiva Cortés y en sus 40 años ha sido reconocida por producir noticieros entre el que se destaca Noticias Uno. | 20%        |
| CM& Televisión              | Fue una empresa de televisión que fue fundada el 2 de enero de 1992 por Yamid Amat que es uno de los periodistas con mayor trayectoria en Colombia y por Juan Gossaín, y estuvo por 33 años de estar al aire con su producto principal, que es el noticiero que lleva su mismo nombre. | 20%        |
| HMTV1                       | Es una empresa filial de Hemisphere Media Group fundada en 2016 por el conglomerado mediático estadounidense del mismo nombre. James McNamara y Alan Sokol, son los directivos y socios de HMTV1, subsidiaria en Colombia de Hemisphere Media Group, una compañía que nace en 2013 y que se dedica a la producción de los canales de televisión en Puerto Rico (WAPA-TV) y por suscripción (Pasiones, Cine Latino, WAPA América, Centroamérica TV y Televisión Dominicana). | 40%        |

### 2022-actualidad
HMTV1 absorbió el 100% de su participación a CM& Televisión, NTC Televisión y RTI Televisión, desde allí estas productoras comenzaban a ser sus proveedores de contenidos; en cambio HMTV1 comienza a ser la empresa socio-inversionista única de Plural Comunicaciones.